# L'Escalier du Strudlhof ou Melzer et la profondeur des ans
L’Escalier du Strudlhof ou Melzer et la profondeur des ans (titre original en allemand : Die Strudlhofstiege oder Melzer und die Tiefe der Jahre) est un roman publié en 1951 par l’écrivain autrichien Heimito von Doderer et souvent considéré comme son livre le plus important avec Les Démons, publié quelques années plus tard.

## Résumé
Le long roman se passe principalement à Vienne et dans un village de montagne de Basse-Autriche dans les années 1910-1911 et 1923-1925, les deux derniers tiers étant toutefois presque entièrement consacrés à l’été de 1925. Il entrecroise les histoires de très nombreux personnages en un tissu complexe à peu près impossible à résumer. D’autant plus que le récit se déroule selon un « rythme irrégulier », s’arrêtant longuement, « à plusieurs reprises […] sur des scènes apparemment mineures et [passant] rapidement sur des événements importants » selon une « technique narrative [qui] consiste à décrire un certain nombre de points cruciaux.[…] Les liaisons entre ces points cruciaux ne sont qu’esquissées. » Du moins Melzer est-il posé dans le titre en personnage principal, et le roman raconte, parmi beaucoup d’autres choses, comment ce personnage plutôt incolore devient progressivement une personne par sa tardive acquisition d’une connaissance de soi libératrice. C'est la notion, omniprésente chez Doderer, de Menschwerdung: le processus par lequel on « devient un être humain ». L'écrivain Michael Kleeberg, dans le récit qu'il fait de sa découverte de ce roman, concède que c'est bien là le sujet, en ajoutant toutefois : « mais est-on par là plus avancé ? ». Cette problématique de la connaissance (ou de la méconnaissance) de soi se retrouve chez plusieurs personnages, notamment chez René, chez son père le vieux Stangeler, chez Eulenfeld, chez Mary K.
Entre les deux périodes où se déroule le roman, il ne se passe rien de moins que la Grande Guerre et la dislocation de l’empire, mais il en est peu question : la grande histoire est délaissée « au profit d'intrigues amoureuses et de soirées mondaines, d'une contrebande de cigarettes et d'un accident de la circulation ». Mais il s'agit d'un silence évidemment voulu. De fait, le narrateur professe que la guerre n’est pas pertinente pour son propos : « Dans l’expérience de la guerre, l’homme ne vient pas à soi, il est encore et toujours ramené aux autres. Dans le monde de l’effroi légal et organisé, la récolte n’est pas engrangée dans le noyau de la personne mais redistribuée au collectif » (p. 77). Ainsi Melzer « vient à soi » non au cours ou par l’effet direct de la guerre, mais en un long après-midi solitaire de l’été 1925 où il réussit à réfléchir à sa propre vie.
L’art du roman déployé dans cette œuvre a pu être rapproché de celui « de Laurence Sterne ou de Jean Paul pour la virtuosité humoristique, de Proust pour la structure temporelle, de Thomas Mann pour l’ironie et la technique du leitmotiv, de Schnitzler, Joyce et Hermann Broch pour l'exploration épique des nouveaux territoires du courant de conscience ».

## Personnages
Ils sont plusieurs dizaines et se situent pour la plupart dans la bourgeoisie viennoise cultivée – architectes, avocats, médecins, hauts fonctionnaires, diplomates – mais aussi dans des milieux plus modestes de fonctionnaires de rang moyen ou d’employés. Si les types sociaux sont posés avec précision, l’auteur s’intéresse surtout à la psychologie de ses créatures.
Une douzaine de personnages importants, mais pas Melzer, se retrouvent dans Les Démons (qui se passe juste après mais diffère profondément de L’Escalier par ses thèmes et son atmosphère). Zihal est la figure principale d’un autre roman, Les Fenêtres éclairées.
En 1910-1911, Melzer, un homme à « l’âme simple » comme le définit son créateur (p. 292), est lieutenant d’infanterie dans l’armée impériale et royale, stationné en Bosnie. Il combat plus qu’honorablement pendant la guerre et en sort commandant, mais ne peut poursuivre sa carrière dans la minuscule armée de la république et se trouve recasé à la Régie des tabacs comme secrétaire administratif. Il prend douloureusement conscience, au fil de petites crises successives, de sa passivité et de sa difficulté à penser. Le récit de sa lente accession à un certain niveau de compréhension de soi et de maîtrise de sa propre vie est la colonne vertébrale du roman.
La famille Stangeler est calquée assez fidèlement sur la famille Doderer : le père, forte personnalité et tyran domestique, les filles (Etelka, qui se suicide après des amours tumultueuses, et la raisonnable Asta) et le benjamin René (dont même la description physique renvoie clairement à celle de l’auteur). Celui-ci, mobilisé en 1915 dans la cavalerie, est fait prisonnier par les Russes et ne revient de captivité qu’en 1920 (comme Doderer lui-même). Il entreprend alors des études de philosophie et d’histoire et, quand nous le retrouvons en 1925, ne gagne toujours pas sa vie, doit habiter chez ses parents et étouffe dans cet état de dépendance alors qu’il a déjà trente ans et vit, depuis son retour, une liaison passionnée et compliquée avec Grete Siebenschein.
Grete Siebenschein a également trente ans en 1925 et vit aussi chez ses parents, où elle assure le secrétariat de son père avocat. Jeune femme autonome, elle a quitté en 1919 sa famille et son amant de l’époque, « le petit E.P. », pour aller gagner sa vie en Norvège en donnant des leçons de piano. René fait sa connaissance à son retour en 1921 et l’enlève à son ami E.P. ; s’ensuit une brouille définitive avec celui-ci et commence une liaison agitée, rendue difficile, notamment, par la terreur de René à l’idée de se voir conduit au mariage.
Otto von Eulenfeld est un baron allemand et ancien capitaine de cavalerie qui a roulé sa bosse après la guerre et est venu vers 1922 s’installer à Vienne où il a vite trouvé un bon emploi dans le privé. Il aime l’alcool, les femmes et les week-ends en bande au bord du Danube, et n’est guère dévoré de scrupules. Mais c’est aussi un homme cultivé et fin (quand il n’est pas soûl) et capable d’amitié, notamment pour Melzer. Il pratique une langue extravagante mêlant tournures dialectales et pure langue écrite, fleurie de calembours et truffée de latin. Dans Les Démons, on le retrouvera proche des nazis ou de ceux qui vont le devenir.
Mary K. est la première femme dont Melzer est tombé amoureux, c’était en 1910 et il avait renoncé à la demander en mariage – par crainte, par inertie… il ne sait pas trop et en est malheureux. Belle et sensuelle, elle a épousé peu après cette déception un homme qui lui plaisait sûrement moins, mais auquel la lie ensuite une remarquable entente sexuelle. Devenue veuve en 1924, elle reste une mère chaste et bourgeoise qui s’intéresse néanmoins vivement aux histoires d’amour de son entourage (avec tendance à y intervenir). Le roman annonce à sa troisième ligne qu’elle perdra une jambe le 21 septembre 1925 dans un accident de la circulation. L’accident, auquel le lecteur est ainsi longuement préparé, ne se produit qu’une soixantaine de pages avant la fin.
Paula Schachl puis Pichler est une employée de bureau dont le lycéen René fait la connaissance par hasard en 1911. Ils ont alors respectivement dix-sept et seize ans. Un lien sentimental fort mais peu défini les attache jusqu’à la guerre, puis ils se perdent de vue et ne se retrouvent, par hasard également, qu’en 1925. Paula s’est mariée entre-temps. « Parfaitement adulte » (p. 336), elle contraste par sa sagesse joyeuse avec le tourmenté, instable et inachevé René.
Julius Zihal est un fonctionnaire des Finances à la retraite depuis 1913, de même rang moyen que Melzer. Il ne s’exprime que dans la langue normée de la bureaucratie impériale et royale, dont il est totalement imprégné. C’est certes un « type social » frôlant la caricature, mais le roman dont il est le héros, Les Fenêtres éclairées, paru peu avant L’Escalier du Strudlhof et qui raconte ses débuts de retraité, porte en deuxième partie du titre « ou l’Humanisation de l’inspecteur Julius Zihal » : il est donc bien un homme ici – ce que devient aussi Melzer à la fin de L’Escalier (« Ainsi Melzer accédera enfin, pour ainsi dire, au rang de personne ; d’être humain. C’est beaucoup […] », p. 783).

## Ton et style
L’unité d’un ensemble d’histoires et de personnages aussi divers est assurée d’abord par le ton. Le lecteur peut bien perdre pied par moments dans une narration rien moins que linéaire, il entend néanmoins d’un bout à l’autre la même voix singulière, très personnelle, du narrateur (qui n’est pas un personnage de son propre récit : encore une différence avec Les Démons). Ce ton omniprésent est celui d’une sérénité faite d'humour et d'empathie, qui permet de traiter avec noblesse même les quelques épisodes vraiment tragiques.
Si le style très naturel des dialogues offre une diversité reflétant celle, psychologique et sociale, des personnages, celui de la narration, singulier comme son ton, est lui aussi un ciment d’unité. Les images sont souvent énigmatiques, certains raccourcis déconcertants et les jeux de langage d’une inépuisable profusion.
Enfin, du liant est assuré par des leitmotiv :
- l’escalier du Strudlhof lui-même : cet ouvrage du début du XXe siècle, qui constitue un tronçon de rue du quartier de l’Alsergrund à Vienne, est décrit plusieurs fois, sous différents angles, à différentes heures du jour ou de la nuit, dans les différents états d’humeur des personnages qui y passent, s’y rencontrent ou le contemplent. Le roman est du reste dédié à son constructeur Johann Theodor Jaeger.L'escalier du Strudlhof à Vienne

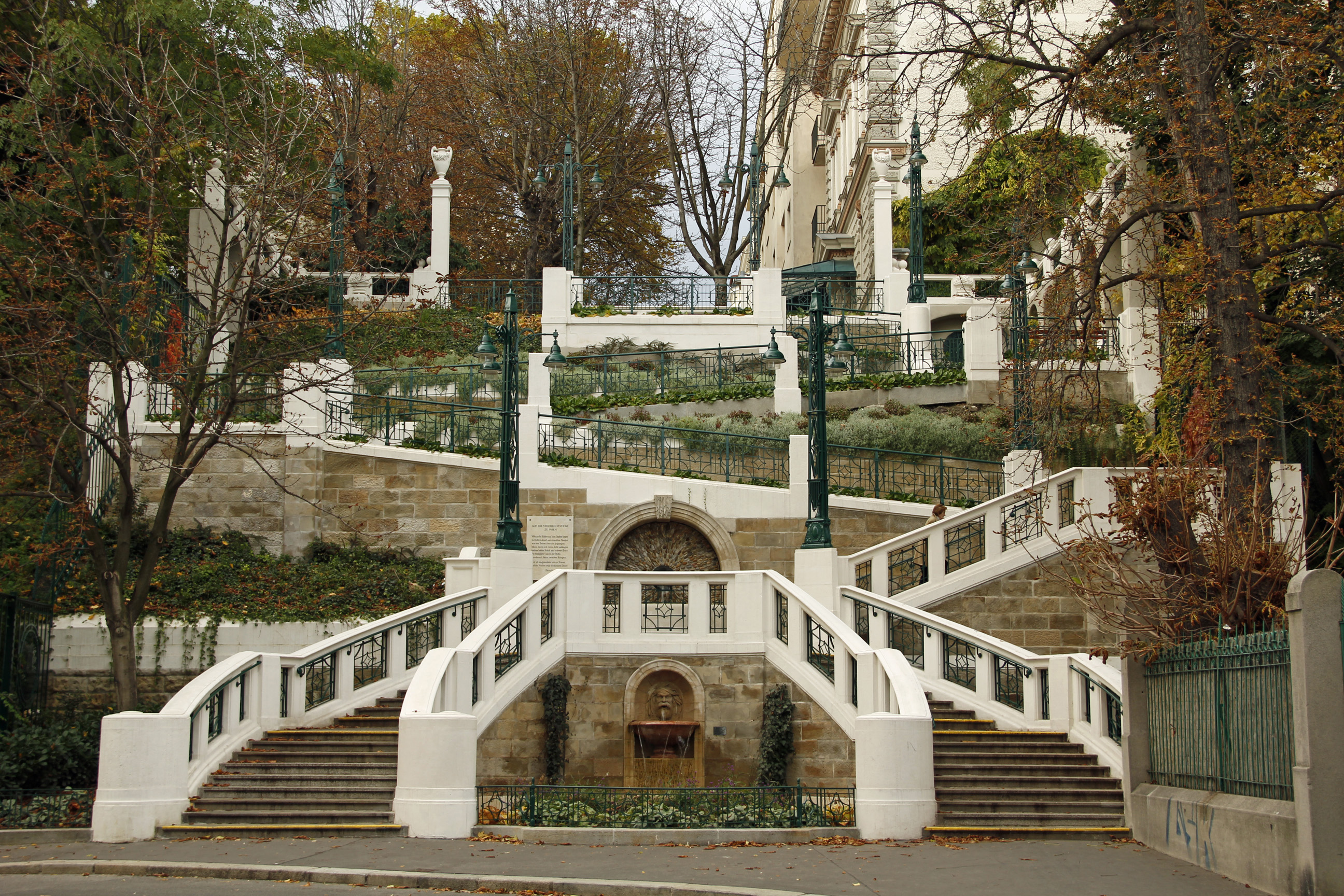
L'escalier du Strudlhof à Vienne

- le train : on assiste à cinq voyages en train ; à un départ avec séparation ; à deux arrivées avec retrouvailles ; le père Stangeler construit des voies ferrées ; l’accident de Mary a lieu devant la gare François-Joseph ; sans compter d’innombrables images et métaphores liées aux rails, aux aiguillages, aux voies de garage etc.
- l’été : il est pour ainsi dire toujours là[10].
- des motifs plus abstraits, comme la vertu de « ne rien dire » (ne pas poser de question, ne pas révéler, ne pas commenter…)
- des motifs de situation : une femme s’immisce, avec les meilleures intentions, dans la vie sentimentale d’une amie ; un personnage perdu dans ses pensées fait un mouvement brusque et renverse sa tasse…
- des motifs stylistiques : images ou groupes de mots repris à l’identique d’un contexte à l’autre (« murs invisibles », « silence de meuble », « gris tourterelle »...)

## Réception
Dans sa lettre à l’auteur après réception du manuscrit, au printemps 1949, l’éditeur Horst Wiemer écrit : « Comment avez-vous fait, en ce triste temps, […] pour accomplir ce joyeux miracle ? ».
Le livre a été édité pour la première fois en 1951 par Biederstein (Munich) et Luckmann (Vienne) et fut bien accueilli. C’est aussi, sans doute, qu’il venait à point, comme l’explique Éric Chevrel : « L’action de ces romans [L’Escalier du Strudlhof et Les Démons]… semble prôner la réconciliation politique, en résonance avec le climat de rapprochement des anciens adversaires chrétiens-sociaux et sociaux-démocrates qui fonde la pratique politique de la Deuxième République, au moins durant ses vingt premières années… [durant lesquelles] l’Autriche… est justement imprégnée de ce climat d’apolitisme ». Du reste Doderer, qui avait été interdit de publication pour trois ans en 1945 dans le cadre de la dénazification, pour avoir appartenu au NSDAP, fut admis au PEN Club autrichien en février 1952. Ce succès ne s’est pas démenti par la suite et le roman a été à peu près constamment réimprimé depuis.
L’écrivain Paul Elbogen, un ancien ami juif de Doderer émigré en Amérique auquel celui-ci avait envoyé son livre, lui écrivit d’abord : « Je ne peux ni ne pourrais redonner une place dans mon cœur à un homme […] qui s’est mis sans y être contraint, ne serait-ce qu’un jour, […] du côté des monstres responsables de l’assassinat organisé de 25 millions d’êtres humains » ; et dans une seconde lettre, peu après : « Cher Heimo, avant même de recevoir ta réponse, […] voici que te répond un bon lecteur de ton nouveau roman qui, deux semaines durant, n’a dormi que quelques heures par nuit, non tant ‘captivé’ qu’agité de cent émotions diverses ».
Une plaque reproduisant le court poème placé par l’auteur en tête de son livre a été apposée en 1962 à mi-hauteur de l’escalier du Strudlhof.

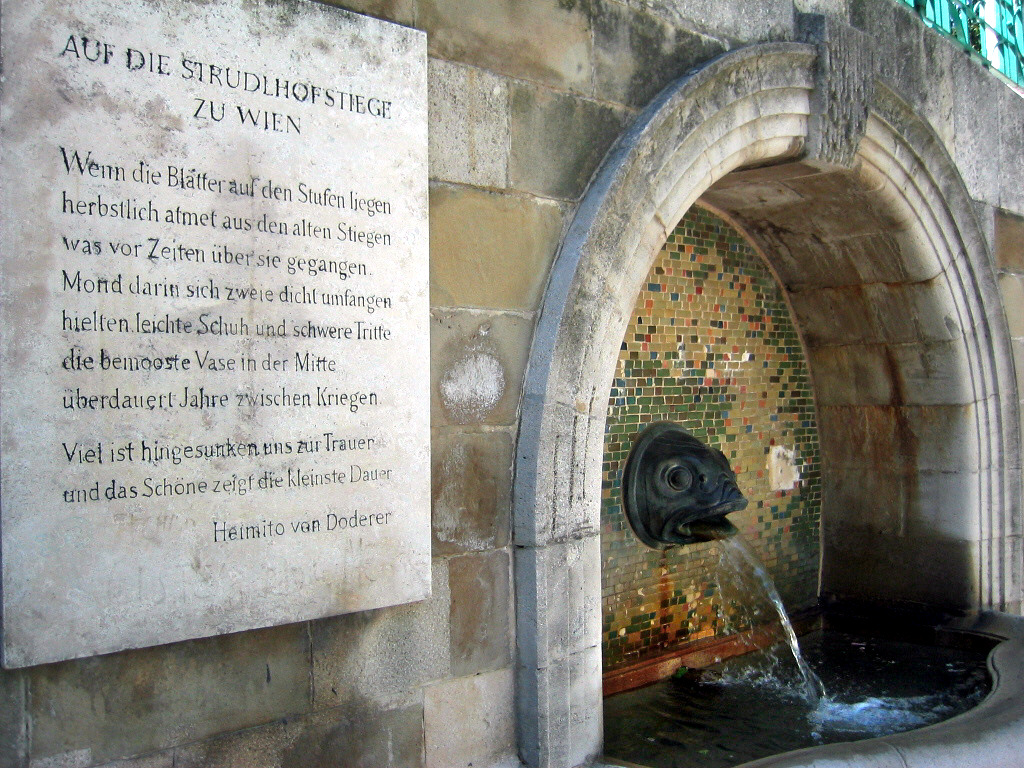
Plaque sur l'escalier du Strudlhof portant le poème de Doderer

La plupart des travaux académiques sur Doderer sont en allemand. En français, la thèse d’Éric Chevrel, Les romans de Heimito von Doderer : l’ordre des choses, du temps et de la langue, traite en partie de cette œuvre.

## Traductions et adaptations
Le roman a été traduit dans de nombreuses langues : italien (La scalinata, 1964), polonais (Schody Strudlhofu albo Melzer i głębia lat, 1979), espagnol (Las escaleras de Strudlhof, 1981), bulgare (Melcer i mădrostta na godinite, 1984), slovaque (Strudlhofské schody alebo Melzer a hlbina rokov, 1990), slovène (Strudlhofovo stopnišče ali Melzer in globina let, 1994), hongrois (A Strudlhof-lépcső, 1994), néerlandais (De Strudlhoftrappen of Melzer en de diepte der jaren, 2008), estonien (Strudlhofi trepp ehk Melzer ja aastate sügavus, 2008), croate (Strudlhofstiege ili Melzer i dubina godina koje prolaze, 2014), français (L’Escalier du Strudlhof ou Melzer et la profondeur des ans, 2020), anglais (The Strudlhof Steps. The Depth of the Years, 2021).
Un film intitulé Melzer oder die Tiefe der Jahre (Melzer ou la profondeur des ans) a été produit en 1982 par la Radiodiffusion autrichienne (ORF) et la société de production Satel Film. Une adaptation télévisée en plusieurs épisodes a été tournée et diffusée en 1989. En 2008 a été éditée sous forme de quatre CD une adaptation audio réalisée pour l’ORF par l’écrivain autrichien Helmut Peschina. En 2007-2008 également, le théâtre Schauspielhaus (situé justement dans la rue de Vienne où habite le personnage de Melzer, la Porzellangasse) a mis en scène une série théâtrale de douze épisodes adaptée du roman.